# Присовцы
Присовцы (укр. Присівці) — село в Зборовской городской общине Тернопольского района Тернопольской области Украины.
Код КОАТУУ — 6122686007. Население по переписи 2001 года составляло 782 человека.
До 2020 года входило в Зборовский район.

## Географическое положение
Село Присовцы находится на левом берегу реки Западная Стрыпа,
выше по течению примыкает село Коршилов,
ниже по течению примыкает город Зборов.
Рядом проходит автомобильная дорога Н-02.

## История
- 1532 год — дата основания.

## Объекты социальной сферы
- Школа I ст.
- Клуб.